# William Vacchiano
William Vacchiano (né le 23 mai 1912 – mort le 19 septembre 2005) un trompettiste et professeur américain. Il enseigne à la Juilliard School pendant 67 ans (1935-2002).

## Biographie
Originaire de Portland (Maine), Vacchiano étudie la trompette à partir de l'âge de 12 ans. À 14 ans, il joue dans l'orchestre symphonique de Portland. Il intègre l'orchestre philharmonique de New York en 1935 et en devient la première trompette en 1942. 
En plus d'enseigner à la Juilliard School, il enseigne également au Mannes College of Music (en) de 1937 à 1983 et à la Manhattan School of Music de 1935 à 2002. Il a enseigné à des étudiants tels Wynton Marsalis, Philip Smith (en), Charles Schlueter (en), Gerard Schwarz, Manny Laureano (en) et Miles Davis.